# منسوریوس
منسوریوس (انگلیسی: Mensurius; – ۱ ژانویهٔ ۰۳۱۱) اسقف اسقف‌نشینی کارتاژ در شمال آفریقا در اوایل قرن چهارم در طول مسیحیت اولیه بود. در طول آزار و شکنجه ضد مسیحی دیوکلتیان او از تحویل دادن کتاب مقدس به مقامات رومی طفره رفت، اما با این وجود توسط دوناتیست‌ها یک «خائن به مذهب» به حساب آمد.
منسوریوس از هر کسی که به میل خود خود را تسلیم دولت روم کرده، یا به داشتن نسخه‌هایی از کتاب مقدس که داشتن آن ممنوع شده ولی او این نسخه‌ها را رها نمی‌کنند و به این کار خود افتخار می‌کند، منع می‌کرد. برخی از این افراد جنایتکار و بدهکار به دولت بودند که فکر می‌کردند به این وسیله می‌توانند خود را از شر زندگی سخت خود خلاص کنند، یا خاطره اعمال ناشایست خود را از بین ببرند، یا حداقل پولی به دست آورند و در زندان از تجملاتی که توسط دولت ارائه می‌شود لذت ببرند.
یکی از شماس‌های کارتاژ به نام «فلیکس آپتونگا» متهم به نوشتن نامه‌ای توهین‌آمیز علیه امپراتور ماکسنتیوس شد. گفته می‌شد که منسوریوس او را را در خانه خود پنهان کرده و به روم احضار شد. او در روم تبرئه شد، اما در سفر بازگشت درگذشت. او قبل از خروج از آفریقا، زیور آلات طلا و نقرهٔ کلیسا را به پیرمردان خاصی داده بود و همچنین فهرستی از این آثار را به زنی مسن داده بود تا آن را به اسقف بعدی برساند.
با مرگ منسوریوس (حدود ۳۱۱)، کیسیلین به عنوان جانشین او معرفی شد. جهان دینی کارتاژ خود را به‌طور کلی به دو بخش تقسیم کرد، احزاب میانه‌رو و سخت‌گیران یا موافقان و مخالفان اصول کیسیلین. در رأس مخالفان کیسیلین بانویی متدین و ثروتمندی به نام لوسیلا قرار داشت که به دلیل احترام خرافی به یادگار مقدس شهید توسط شماس بزرگ به شدت مورد سرزنش قرار گرفته بود.